# صلح خوب می‌فروشه
«صلح خوب می‌فروشه» (به انگلیسی: Peace Sells) ترانه‌ای از گروه مگادث و یکی از تک‌آهنگ‌های دومین آلبوم استودیویی آن‌ها صلح خوب می‌فروشه… اما کیه که بخره؟ است که در سال ۱۹۸۶ منتشر شد. این ترانه اعتراضی‌ست به جریان غالب فرهنگی/رسانه‌ای آمریکا و سال‌ها به عنوان موسیقی تیتراژ ام‌تی‌وی نیوز پخش می‌شد.

## محتوا
«صلح می‌فروشه» ردیه‌ای بر کلیشه‌های منفی در مورد متال‌بازهاست. این آهنگ ارزیابی نگرش قضاوت‌کنندهٔ جامعه نسبت به افرادی است که مطابق عُرف اجتماع‌شان عمل نمی‌کنند. ماستین در «صلح خوب می‌فروشه» از زبان شخصی سخن می‌گوید که با وجود همهٔ تحقیرها خدایش را دعا می‌کند، قبض‌هایش را می‌پردازد و در دموکراسی مشارکت می‌کند.
آن زمان که «صلح می‌فروشه» را نوشتم در یک انبار زندگی می‌کردم. ما بی خانمان بودیم و من حتی کاغذ نداشتم بنابراین شعرها را روی دیوار نوشتم. این را نوشتم چون از تمسخر متال و طرفداران متال توسط مردم خسته شده بودم. دیدن کلیشه‌ای که در تلویزیون ما را آن‌طور نشان می‌دادند برایم سخت بود، درست مثل احمق‌ها… ام‌تی‌وی نیوز سال‌ها از بیس لاین آهنگ استفاده می‌کرد، اما آن‌ها این کار را با حذف یک نُت انجام دادند تا بابتش پولی به ما ندهند.

## موزیک ویدئو
ویدئوی «صلح می‌فروشه» را رابرت لونگو کارگردانی کرده‌است. این اولین موزیک ویدئویی است که مگادث برای یکی از آهنگ‌هایشان ضبط کردند. ویدئو حاوی محاوره‌ای کلاسیک میان یک پدر و پسر است که طی آن پدر پس از مشاهدهٔ فرزندش در حال تماشای موزیک ویدئوی متال فریاد می‌زند: «این چه آشغالی است که تماشا می‌کنی؟ من می‌خواهم اخبار ببینم!» و پسر پاسخ می‌دهد: «این خبر است».